# Вельбовский сельский совет
Вельбовский сельский совет (укр. Вельбівська сільська рада) — входит в состав
Гадячского района
Полтавской области
Украины.
Административный центр сельского совета находится в 
с. Вельбовка.

## История
- 1920 — дата образования.

## Населённые пункты совета
- с. Вельбовка
- с. Запсельское
- с. Тёплое
- с. Тютюривщина